# Droceloncia rigidifolia
Droceloncia rigidifolia là một loài thực vật có hoa trong họ Đại kích. Loài này được (Baill.) J.Léonard mô tả khoa học đầu tiên năm 1959.